# Samuel P. Bush
Samuel Prescott Bush (04 tháng 10 năm 1863 - 08 tháng 2 năm 1948) là một nhà tư bản công nghiệp Mỹ. Ông là tộc trưởng của gia tộc quyền thế nhất nước Mỹ là Bush. Ông là cha của Thượng nghị sĩ Prescott Bush, ông nội của cựu Tổng thống Mỹ George Bush (cha), và cụ nội của cựu Tổng thống Mỹ George Bush (con). Ông qua đời vào ngày 08 tháng 2 năm 1948, ở tuổi 84, tại Columbus, Ohio.